# Lactose
Lactose (còn được gọi là đường sữa) là một disaccharide gồm galactose và glucose với công thức hóa học C12H22O11. Loại đường này được chủ yếu tìm thấy trong sữa, chiếm khoảng 2–8% về khối lượng. Cái tên có nguồn gốc từ tiếng Latinh lact (gen. lactis), có nghĩa là sữa, cộng thêm đuôi -ose dùng để đặt tên đường. Đây là một chất rắn màu trắng, tan trong nước, không hút ẩm với vị ngọt nhẹ. Nó được sử dụng trong ngành công nghiệp thực phẩm.

## Cấu trúc và phản ứng
Lactose là một disaccharide gồm galactose và glucose được liên kết với nhau thông qua liên kết glycosidic β-1→4. Glucose có thể ở dạng α-pyranose hoặc dạng β-pyranose, trong khi galactose chỉ có thể ở dạng β-pyranose. Người ta có thể sử dụng thử nghiệm (test) Wöhlk và Fearon để phân tích hàm lượng lactose trong các sản phẩm khác nhau từ sữa như sữa nguyên chất, sữa không chứa lactose, sữa chua, buttermilk, kefir,...

## Độ tan
Lactose có độ tan là 1/4,63, tức là 0,216 g lactose tan hoàn toàn trong 1 ml nước.
Độ tan của lactose trong nước là 18,9049 ở 25 °C, 25,1484 ở 40 °C và 37,2149 ở 60 °C trong 100 g dung dịch. Độ tan của lactose trong ethanol là 0,0111 g ở 40 °C và 0,0270 ở 60 °C trong 100 g dung dịch.

## Sự trao đổi chất
Động vật có vú nuôi con bằng sữa. Để có thể tiêu hóa lactose, cần có một enzym gọi là lactase, và enzym này tách phân tử thành hai đơn vị monosaccharide của nó là glucose và galactose.